# Sumpfpflanze

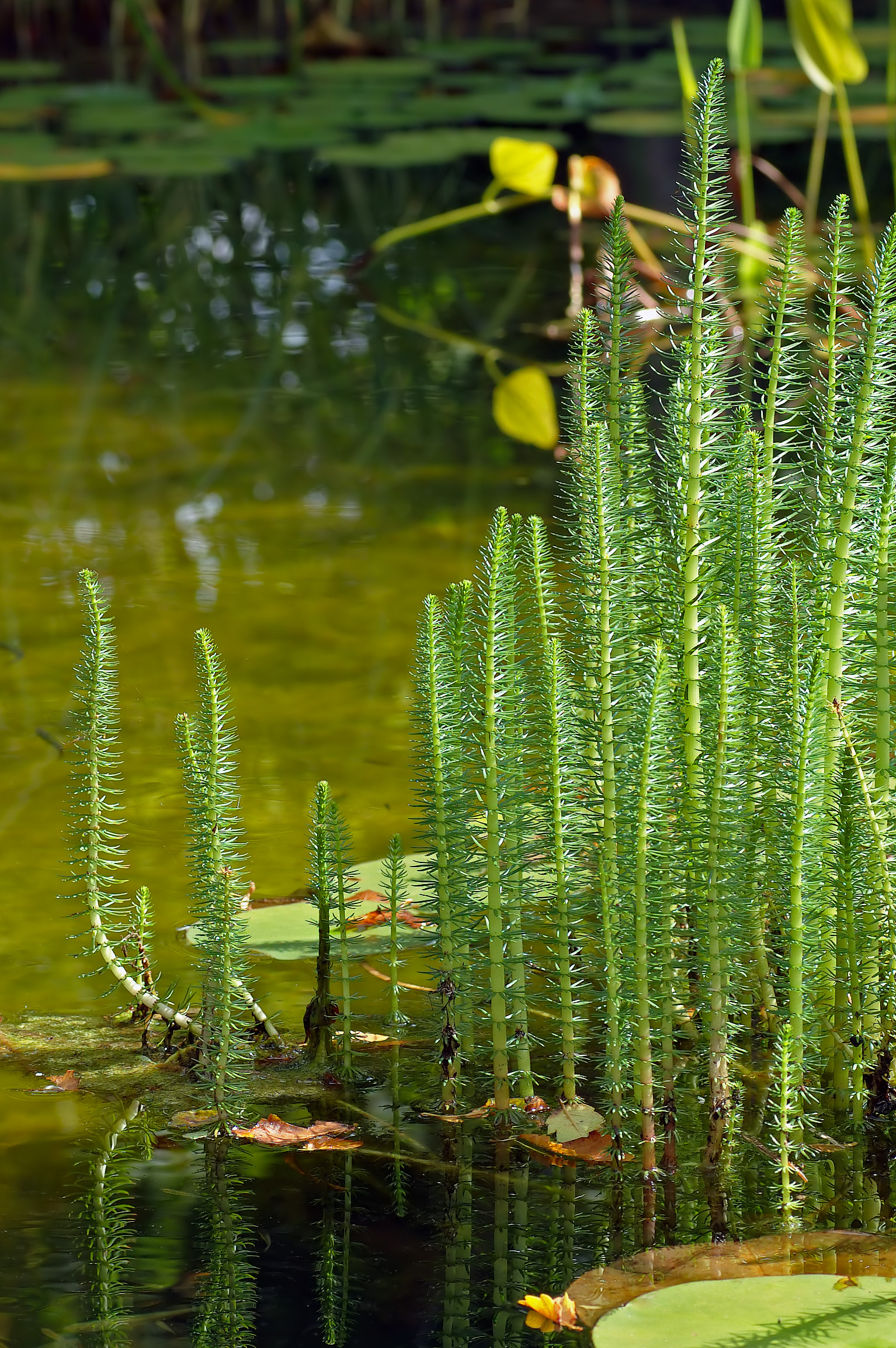
Gewöhnlicher Tannenwedel (Hippuris vulgaris)

Als Sumpfpflanzen, Helophyten (von altgriechisch ἕλος helos „Sumpf, Morast“ und φυτόν phyton „Pflanze“) werden solche Pflanzen verstanden, die in einem Untergrund wurzeln, der unter Wasser steht oder stärker vernässt ist, deren Blätter und Blüten sich jedoch fast immer im Luftraum befinden.

## Gliederung
Die Sumpfpflanzen können in vier Gruppen von Lebens- und Wuchsformen unterteilt werden:
- Röhrichtpflanzen (Arundophyten), die an Gewässerufern bis in etwa 1,5 m Wassertiefe vordringen und durch kräftige Rhizome in der Lage sind, dichte Bestände zu bilden. Zu den Röhrichtpflanzen zählen:
  - Igelkolben
  - Kalmus
  - Rohrkolben
  - Schilf
  - Teichbinsen

- Seichtwasserpflanzen (Tenagophyten) sind in der Regel sehr gut an Wasserstandsschwankungen angepasst. Sie können je nach Wassertiefe Unterwasser-, Schwimmblatt-, Seichtwasser- und Landformen ausbilden. Zu den Seichtwasserpflanzen zählen:
  - Bachbunge
  - Brunnenkresse
  - Gewöhnlicher Froschlöffel
  - Lippenmäulchen
  - Pfeilkraut
  - Pillenfarne
  - Sumpf-Schwertlilie
  - Sumpfdotterblume
  - Gewöhnlicher Tannenwedel
  - Vierblättriger Kleefarn
  - Wasserährengewächse
  - Blauer Wasser-Ehrenpreis
  - Zypergras

- Nassbodenpflanzen (Limosophyten) wachsen bevorzugt in langfristig wassergesättigtem Substrat. Überflutungsphasen im Winter werden mit unterirdischen Teilen oder als Samen überdauert. Zu den Nassbodenpflanzen gehören beispielsweise:
  - Nadelsimse
  - Schild-Ehrenpreis
  - Wolfstrapp

- Feuchtbodenpflanzen (Uligophyten) benötigen feuchten Boden und können Überflutungen ertragen. Vertreter der Feuchtbodenpflanzen sind häufig auf Überschwemmungswiesen zu finden oder auf den uferbegleitenden Hochstaudenfluren. Zu ihnen zählen beispielsweise:
  - Baldrian
  - Sumpf-Storchschnabel
  - Wasserdost

## Sumpfpflanzen zur menschlichen Ernährung
- Brunnenkresse (Nasturtium officinale)
- Gewöhnliches Pfeilkraut (Sagittaria sagittifolia)
- Reis (Oryza, war in seiner Wildform keine Sumpfpflanze)
- Rohrkolben, (Typha)
- Taro (auch Wasserbrotwurzel, Colocasia esculenta)
- Wasabi (Wasabia japonica)
- Wasserkastanie (Eleocharis dulcis)
- Wassermimose (Neptunia natans)
- Wasserpfeffer (Persicaria hydropiper)
- Wasserspinat (Ipomoea aquatica)
- Wildreis (Zizania, „Wasser-Bambus“)

Im Wasser leben viele Parasiten. Sie können auf Menschen und Tiere übertragen werden, wenn Sumpf- und Wasserpflanzen ungegart verzehrt werden. Besonders in Südostasien wird zum Beispiel der Riesendarmegel über Cercarien übertragen, die sich auf Sumpf- und Wasserpflanzen als Metacercarien encystiert haben.